# Caccobius curvicornis
Caccobius curvicornis là một loài bọ cánh cứng trong họ Bọ hung (Scarabaeidae).